# 녹렴석

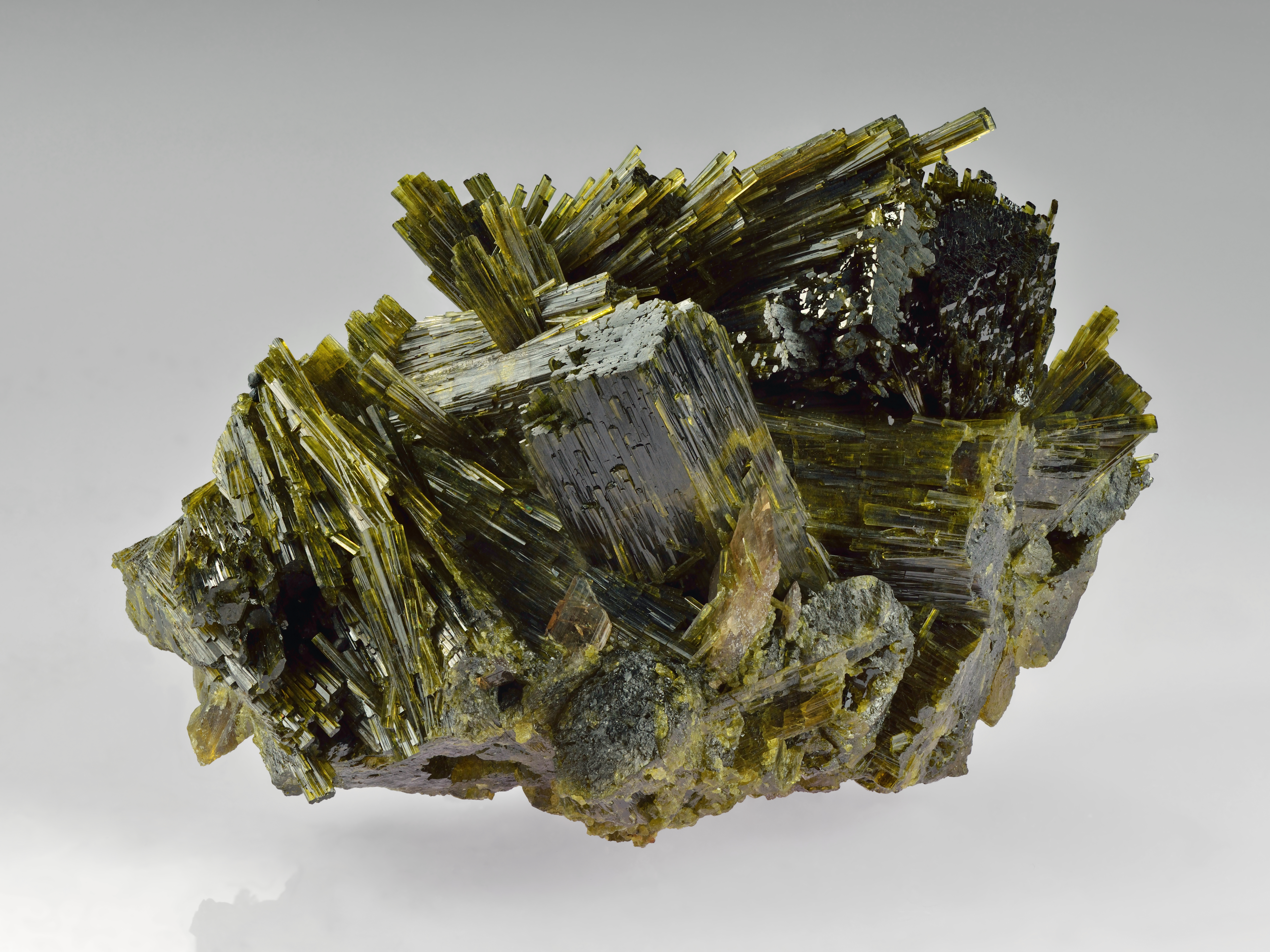
녹렴석

녹렴석(綠簾石, 영어: Epidote)은 칼슘·알루미늄·철을 함유하고 있는 단사정계 규산염 광물이다. 결정의 화학 구조식은 Ca2Al2(Fe3+;Al)(SiO4)(Si2O7)O(OH)이다. 갈렴석과 같은 분류에 속하는 녹렴석류 광물의 모식광이다.